# Ciclismo nos Jogos Olímpicos de Verão de 1896
Nos Jogos Olímpicos de Verão de 1896, seis eventos do ciclismo foram disputados. 19 atletas de cinco países, todos homens, competiram nos Jogos. As provas realizaram-se no Velódromo Neo Phaliron em Atenas, na Grécia

## Calendário
| Abril    | 6 | 7 | 8 | 9 | 10 | 11 | 12 | 13 | 14 | 15 |
| -------- | - | - | - | - | -- | -- | -- | -- | -- | -- |
| Ciclismo |   |   | 1 |   |    | 3  | 1  | 1  |    |    |

|  | Dia de final |

## Medalhistas

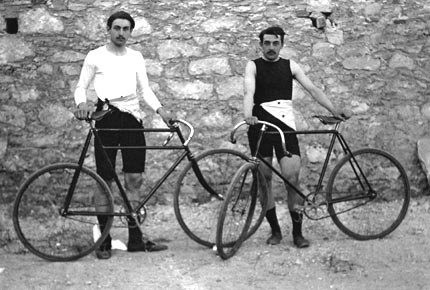
Os franceses Paul Masson (esquerda) e Léon Flameng conquistaram, juntos, seis medalhas olímpicas em Atenas

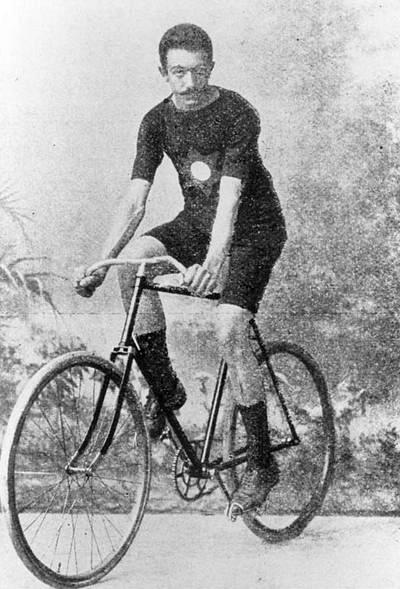
O grego Aristidis Konstantinidis venceu a corrida em estrada nos Jogos de Atenas

Masculino
| Evento                       | Ouro                                | Prata                              | Bronze                          |
| ---------------------------- | ----------------------------------- | ---------------------------------- | ------------------------------- |
| Estrada detalhes             | Aristidis Konstantinidis GRE Grécia | August von Gödrich GER Alemanha    | Edward Battell GBR Grã-Bretanha |
| Velocidade detalhes          | Paul Masson FRA França              | Stamatios Nikolopoulos GRE Grécia  | Léon Flameng FRA França         |
| Contra o relógio detalhes    | Paul Masson FRA França              | Stamatios Nikolopoulos GRE Grécia  | Adolf Schmal AUT Áustria        |
| 10 km detalhes               | Paul Masson FRA França              | Léon Flameng FRA França            | Adolf Schmal AUT Áustria        |
| 100 km detalhes              | Léon Flameng FRA França             | Georgios Kolettis GRE Grécia       | nenhuma                         |
| Corrida de 12 horas detalhes | Adolf Schmal AUT Áustria            | Frederick Keeping GBR Grã-Bretanha | nenhuma                         |

## Quadro de medalhas
| Ordem | País             | Medalha de ouro | Medalha de prata | Medalha de bronze |    | Ordem por total |
| ----- | ---------------- | --------------- | ---------------- | ----------------- | -- | --------------- |
| 1     | FRA França       | 4               | 1                | 1                 | 6  | 1               |
| 2     | GRE Grécia       | 1               | 3                |                   | 4  | 2               |
| 3     | AUT Áustria      | 1               |                  | 2                 | 3  | 3               |
| 4     | GBR Grã-Bretanha |                 | 1                | 1                 | 2  | 4               |
| 5     | GER Alemanha     |                 | 1                |                   | 1  | 5               |
| TOTAL | TOTAL            | 6               | 6                | 4                 | 16 | —               |

## Países participantes
- GER Alemanha (5)
- AUT Áustria (1)
- FRA França (2)
- GBR Grã-Bretanha (2)
- GRE Grécia (9*)

* Inclui o ciclista Loverdos de Smyrna que competiu pela Grécia.